# 波川インターチェンジ
波川インターチェンジ（はかわインターチェンジ）は、高知県吾川郡いの町波川にある地域高規格道路高知松山自動車道高知西バイパス2期工区区間のインターチェンジである。なおこのインターチェンジを境に高知西バイパスと佐川バイパスにわかれる。

## 歴史
- 2021年（令和3年）12月4日 : 鎌田IC - 波川間開通に伴い供用開始[1]。

## 接続する道路
- 国道33号

## 隣
高知松山自動車道高知西バイパス2期工区区間
伊野IC - 高知西バイパス1期工区区間 -  枝川IC - 是友IC -  天神IC - 鎌田IC - 波川IC - （佐川バイパス）

## 周辺
- JR四国土讃線波川駅
- 高知県立農業大学校
- 高知県立紙産業技術センター